# Gaylussacia jordanensis
Gaylussacia jordanensis är en ljungväxtart som beskrevs av Herman Otto Sleumer. Gaylussacia jordanensis ingår i släktet Gaylussacia och familjen ljungväxter. Inga underarter finns listade i Catalogue of Life.